# 似刺鯿鮈
似刺鳊鮈（学名：Paracanthobrama guichenoti）为輻鰭魚綱鯉形目鲤科似刺鳊鮈屬的鱼类，俗名金鳍鲤、苏州棍子鱼。在中国，分布于长江中下游及其附属水体中等，體長可達41.5公分。该物种的模式产地在中国。